# Nordamerika-Kleinohrspitzmaus

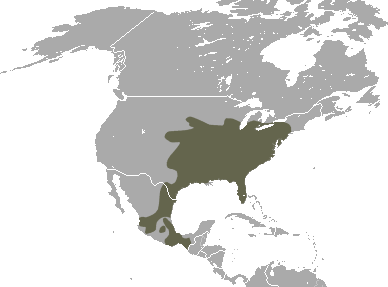
Verbreitungsgebiet

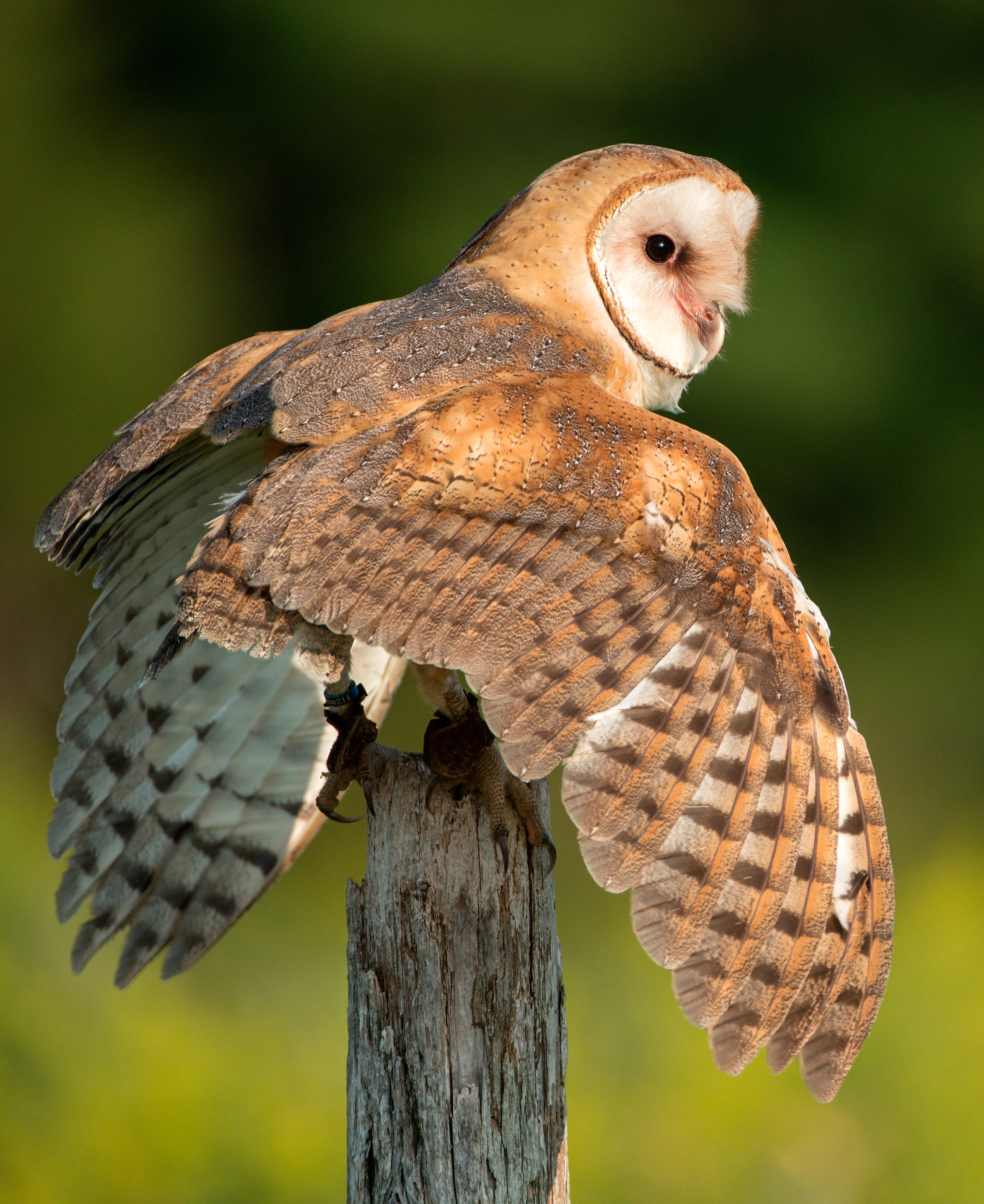
Schleiereule, ein Hauptfressfeind

Die Nordamerika-Kleinohrspitzmaus (Cryptotis parvus; Synonyme: Cryptotis parva, Sorex parvus) ist ein in Nord- und Mittelamerika lebender Insektenfresser (Eulipotyphla) aus der Familie der Spitzmäuse (Soricidae).

## Merkmale
Die Nordamerika-Kleinohrspitzmaus ist eine besonders kleine Spitzmaus mit langer, spitzer Schnauze und kleinen  Ohren. Das Fell ist kurz, im Winter dunkelbraun bis rotbraun, im Sommer graubraun gefärbt. Der Schwanz ist zweifarbig, oberseits dunkelbraun, unterseits hellbraun. Die Gesamtlänge der Tiere beträgt 70 bis 92 Millimeter, wobei der Schwanz 12 bis 26 Millimeter lang ist. Sie wiegen zwischen drei und sechs Gramm. Sowohl Männchen als auch Weibchen haben je eine Duftdrüse an den Flanken. Die Weibchen verfügen über einen zusätzlichen Satz an Duftdrüsen in der Nähe der Ohren und besitzen sechs Zitzen. Die Zahnformel lautet I3/2-C1/0-P2/1-M3/3 = 30.

## Ähnliche Arten
Im Gegensatz zu verwandten Kleinohrspitzmaus-Arten hat die Nordamerika-Kleinohrspitzmaus nicht drei, sondern vier einhöckrige (unikuspid) Zähne, wobei der vierte sehr klein und versteckt ist.

## Verbreitung und Lebensraum
Die Nordamerika-Kleinohrspitzmaus kommt in den östlichen und mittleren Vereinigten Staaten verbreitet vor. Ihre Reichweite erstreckt sich von New York bis nach Florida und setzt sich Richtung Westen bis nach Texas und South Dakota fort. In  Mittelamerika kommt sie von Nordmexiko über Costa Rica bis nach Panama vor. Sie bewohnt in erster Linie Graslandschaften, nur gelegentlich Wälder und kommt auch in der Nähe von Salzwassersümpfen entlang der Atlantikküste vor. Die Höhenverbreitung reicht bis auf 2100 Meter.

## Lebensweise
Die Nordamerika-Kleinohrspitzmausist ganztägig aktiv, die Hauptaktivität findet jedoch nachts statt. Die Tiere bewohnen einen aus mehreren Kammern bestehenden unterirdischen Bau, der ca. 20 Zentimeter unter der Erdoberfläche liegt und meist unter flachen Steinen oder umgestürzten Baumstämmen angelegt wird. Sie leben überwiegend gesellig, was für Spitzmausarten im Grunde ungewöhnlich ist. In einem Bau im Nacogdoches County wurden beispielsweise 31 Individuen gefunden.
Die Fortpflanzungszeit erstreckt sich von Anfang März bis Ende November. Die Weibchen generieren zwei oder mehr Würfe pro Jahr. Die überwiegend drei bis sechs Jungtiere werden nach einer Tragzeit von 21 bis 23 Tagen haarlos und blind geboren und wiegen jeweils ca. 0,3 Gramm. Sie wachsen schnell und sind bereits nach etwa einem Monat ausgewachsen.
Die Nahrung der Nordamerika-Kleinohrspitzmaus setzt sich nahezu ausschließlich aus tierischer Substanz zusammen und besteht vorrangig aus Insekten (Insecta) sowie anderen Wirbellosen (Evertebrata), beispielsweise Schnecken (Gastropoda). Gelegentlich werden auch kleine Wirbeltiere (Vertebraten) gefressen. Bei großer Nahrungsknappheit wurde sogar Kannibalismus beobachtet. Die Tiere benötigen jeden Tag 60 bis 100 % ihres eigenen Körpergewichts an Nahrung. Nur selten werden kleine Mengen an Pilzen (Fungi) oder grünen Pflanzen gefressen.
Die Nordamerika-Kleinohrspitzmaus hat viele Fressfeinde. Dazu zählen in erster Linie die Schleiereule (Tyto alba) und der Raufußbussard (Buteo lagopus). Untersuchungen im Jefferson County in Texas ergaben, dass 73 % der Gewölle von Schleiereulen aus den Resten dieser Spitzmausart bestanden. Auch Säugetiere jagen die Kleinohrspitzmäuse, beispielsweise Füchse (Vulpini), Skunks (Mephitidae) und Hauskatzen (Felis catus).

## Gefährdung
In ihren Vorkommensgebieten ist die Nordamerika-Kleinohrspitzmaus zumeist zahlreich anzutreffen und wird demzufolge von der Weltnaturschutzorganisation IUCN als „Least Concern = nicht gefährdet“ klassifiziert.